# Schloss Thanstein

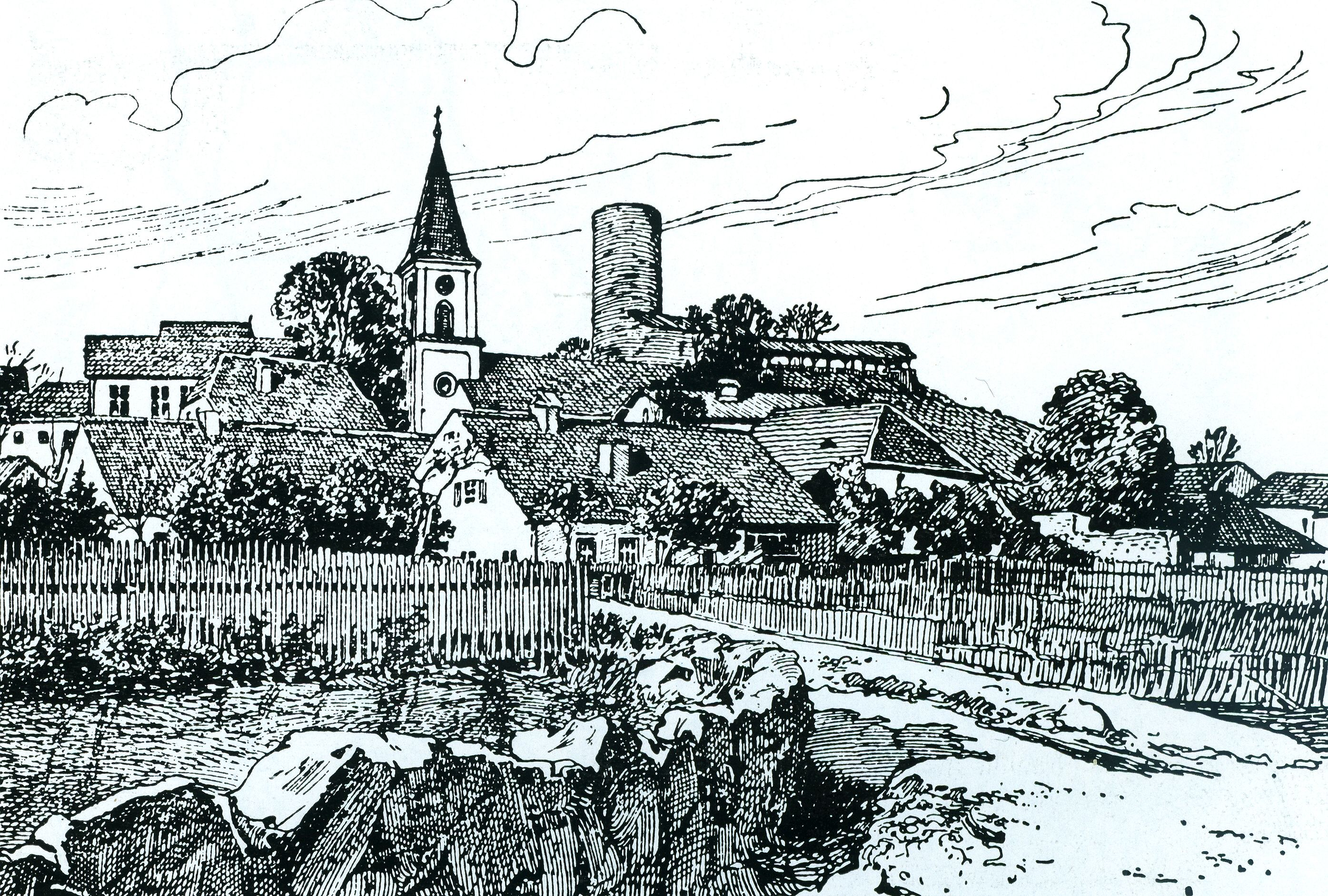
Schloss Thanstein (1904)

Das Schloss Thanstein liegt in der gleichnamigen oberpfälzischen Gemeinde Thanstein im Landkreis Schwandorf von Bayern (Schloss Thanstein 1). Die Anlage ist unter der Aktennummer D-3-76-172-1 als denkmalgeschütztes Baudenkmal von Thanstein verzeichnet. Ebenso wird sie als Bodendenkmal unter der Aktennummer D-3-6640-0123 im Bayernatlas als „archäologische Befunde der frühen Neuzeit im Bereich des ehem. Schlosses von Thanstein“ geführt.

## Geschichte
Historisch gesehen gehören die Burg Altenthanstein, die Burg Thannstein und das Schloss Thanstein als Sitze der Hofmark Thanstein (auch Tannstein oder Tanstein genannt) eng zusammen. Der Stammsitz der Thannsteiner war die Burg Altenthanstein, die von diesen im 13. Jahrhundert errichtet wurde, im 14. Jahrhundert wurde der Sitz auf die Burg Thannstein verlegt. Diese wurde 1633 im Dreißigjährigen Krieg schwer beschädigt, danach aber wieder bewohnbar gemacht. Nach einem Brand des „Alten Schlosses“, d. h. der Burg Thannstein, 1811 erfolgte als Neubau das Schloss Thanstein am Fuß des Burgberges als Verwaltungssitz der Hofmark.

### Geschichte der Hofmark Thanstein
Ein Uto von Thanninstein tritt 1218 als Zeuge eines Güteraustausches zwischen Graf Heinrich I. von Ortenburg und dem Kloster Waldsassen auf, damals tauschte der Ortenburger sein Gut Tursinruth gegen Sewarn aus. Als Graf Heinrich von Ortenburg 1237 dem Hl. Kreuz Kloster in Regensburg das Patronatsrecht über die Kirche Schwarzhofen überträgt, tritt ein Reimpoto de Tannestein als Zeuge auf, der ein ortenburgischer Ministeriale war. 1261 trat Rimboto Tanstein als Zeuge bei verschiedenen Schenkungen zugunsten des Klosters Schönthal auf. 1266 übergeben die Grafen Gebhard und Diepold von Ortenburg-Murach dem Kloster Schwarzhofen zwei Höfe in Willebaldestorf, mit einem davon war Otto de Berchtoldeshoven und mit dem anderen die nobiles Heinricus und Antonius de Tannerstein belehnt. Am 25. April 1298 übergab Hermanus de Tannstein dem Kloster Schönthal seinen Zehnt zu Satzenhofen. Ein Hermanus de Danstein wird 1305 als Zeuge bei der Beendigung einer Kontroverse zwischen Ruger de Warperch und dem Kloster Schönthal wegen verschiedener Besitzungen zu Potenruit genannt. 1329 siegelt ein dominus Herman von Tanstein als Lehensherr eine Verkaufsurkunde des Jeut Püchlerinn an das gleiche Kloster.
Im 14. Jahrhundert sind verschiedene Mitbesitzer von Thanstein nachzuweisen. 1308 verpfändeten die Herzoge Rudolf und Ludwig dem Sneberger von Tannstein ihren Hof zu Seebarn. Am 31. Juli 1317 stellten Gottfried von Satzenhofen und sein Sohn Dittrich eine Urkunde in Tannstein aus. Am gleichen Tag urkunden hier auch Heinrich und Albrecht von Murach. 1323 übergibt Friedrich der Egeloffreut dem Kloster Schönthal sein Gut zu Egelolfreut, und dies wurde von Albrecht der Muracher von dem Tanstein bezeugt. Albrecht von Murach stellt sich 1321 auf die Seite König Ludwigs.
1344 bis 1353 ist Otto V. Zenger auf Thanstein nachgewiesen. 1361 nennt sich Chunrad der Grinawr nach Thanstein. 1368 bis 1398 ist Otto Zengers Sohn Hans Zenger als Inhaber von Thanstein belegt. Nachkommen des Georg und des Jobst Zengers, 1419 mit Thanstein immatrikuliert, leben bis Mitte des 16. Jahrhunderts auf Thanstein. 1544 erscheint hier ein Georg von Ebleben, welcher die Tochter Margaretha des Otto Zengers geheiratet hatte. Dieser war auch Hofmarksherr zu Teunz. Interessant ist der Grabstein des Jörg von Ebleben in der Dorfkirche. Die Söhne Eblebens, Hanns und Otto, teilten sich ihr Erbe dergestalt, dass Otto auf Thanstein verblieb. Sein Erbe wurde sein Sohn Georg Wilhelm von Ebleben († 1625). Dessen Neffe Friedrich Wilhelm von Ebleben lehnte die Konversionspolitik des Kurfürsten Maximilian I. ab und schloss sich dem Schwedenkönig Gustav Adolf an. In der Folge ging er Thanstein 1629 verlustig und der Kurfürst belehnte damit Graf Christian Joachim von der Wahl; dadurch verlor Thanstein vorübergehend seine alodiale Qualität.
Die Burg Thannstein und die umliegenden Dörfer wurden in dem Dreißigjährigen Krieg schwer verwüstet, danach aber wieder aufgebaut (Thanstein wird als eingegangen, paufellig, öedt und abgebrannt beschrieben). Nach den Bestimmungen des Westfälischen Friedens wurden 1654 die Erben des Eblebens, nämlich Dorothea Maria von Wildenstein und Hans Veit von Würtzburg, hier wieder eingesetzt. Die Kinder des Veit legten am 4. November 1670 die Landsassenpflicht ab und Thanstein wurde wieder zu einem Allod. 1672 ist hier Philipp Gaston Wolf von Wolfsthal, der Schwager des Johann Veits von Würzburg, bis 1717 († Todesjahr) nachgewiesen. Ihm folgte seine Tochter Maria Franziska Freifrau von Imhof, die zuerst nur ein Drittel von Thanstein besaß, 1719 aber die anderen Erben auszahlte. Sie legte am 5. April 1721 die Landsassenpflicht für Thannstein und Pillmersried ab († 1747). Sie setzte ihre mit Karl von Widmann verheiratete Tochter als Universalerbin ein, vermachte aber ihrer Enkelin Maria Ursula, Tochter des Felix Stanislaus von Imhof ein beträchtliches Legat, wofür ihr Pillmersried und weitere Besitzungen überschrieben werden mussten. Karl von Widmann, Hofoberrichter in München, war 1760 bis 1777 mit Thannstein immatrikuliert († 13. Mai 1780). Im Herbst des gleichen Jahres beantragten die Erben Johann Nepomuk Joseph, Thaddäus und Franziska von Widmann den gemeinschaftlichen Besitz von Thannstein und Pillmersried; später scheint jedoch Johann Nepomuk Joseph von Widmann die Ansprüche seiner Geschwister auf sich vereint zu haben, denn am 20. Januar 1785 verkauft er allein die beiden Landsassengüter an Max Graf von Holnstein. Dieser beantragte einen Fideikommiss für seine beiden Güter, was ihm genehmigt wurde und am 7. Juli 1785 wurde Carolina Josepha, die Ehefrau Max von Hollnsteins, hier immittiert. Thanstein war bis zum Anfang des 19. Jahrhunderts im Besitz der Familie Holnstein.

### Ende der Hofmark Thannstein und Bildung der Gemeinde Thanstein
1808 ist Thannstein ein Patrimonialgericht II. Klasse und dessen Inhaber ist Max Graf von Holnstein. Am 16. Dezember 1838 verzichtete nach einem längeren Rechtsstreit Theodor von Holnstein auf die Patrimonialgerichtsbarkeit zu Thanstein. Am 25. November 1848 wurde die Jurisdiktion an den Staat abgegeben. 1857 erbt Graf Maximilian Karl Theodor von Holnstein die hiesigen Besitzungen.
1946 wurden der Gemeinde Thanstein die bisher selbständigen Gemeinden Berg, Haindlhof, Kundlmühle, Tännersried, Thannmühle und Weihermühle eingemeindet, 1972 folgten Dautersdorf und 1978 Kulz.

## Schloss Thanstein heute

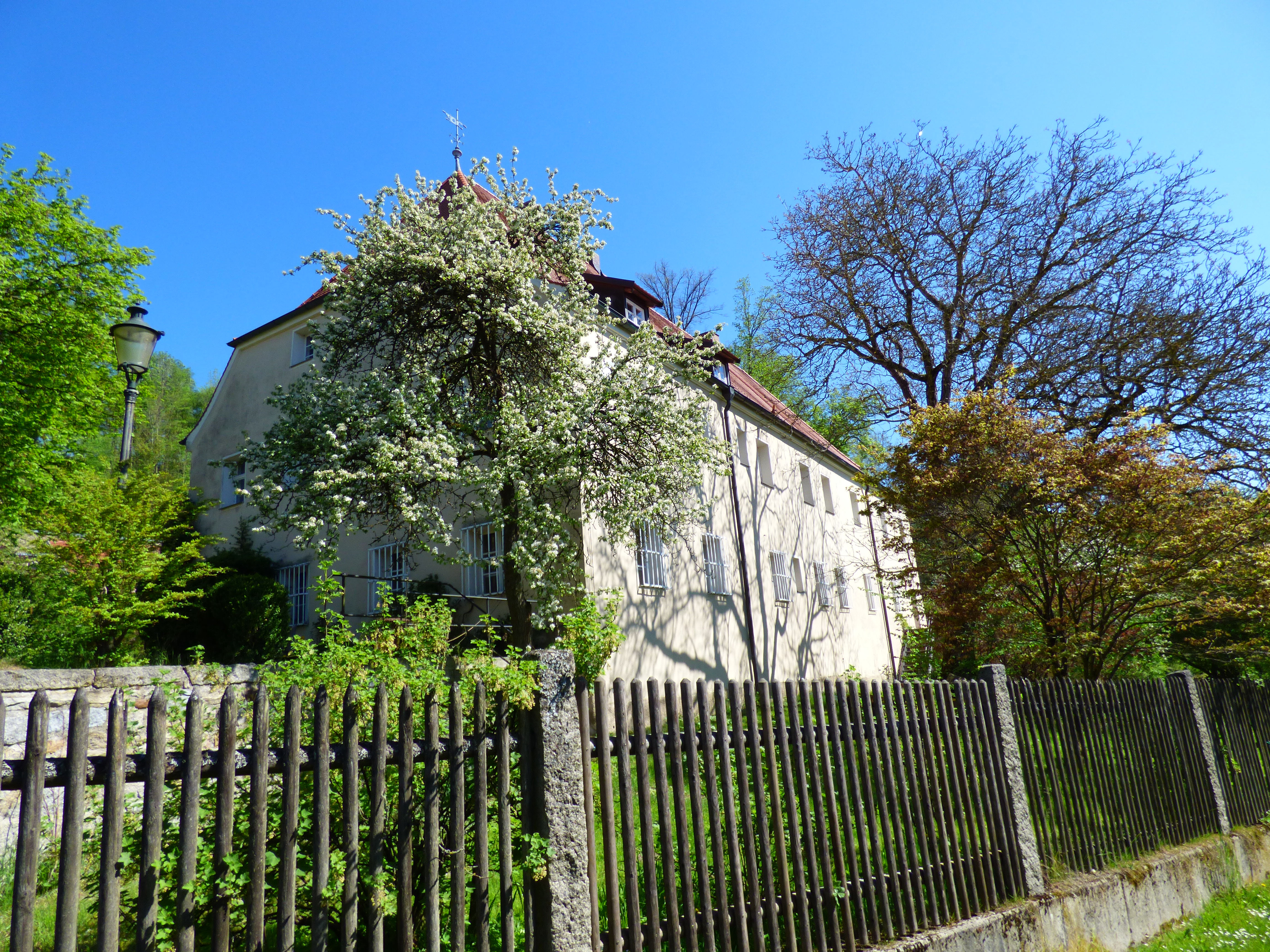
Schloss Thanstein vom Kirchweg aus gesehen

Das zeitweise als Forsthaus genutzte Gebäude ist ein Halbwalmdachbau, der im Kern aus dem 17. und 18. Jahrhundert stammt. Dazu gehören Remisen- und Lagergebäude mit den Felsenkellern der ehemaligen Schlossbrauerei aus der Zeit um 1820, und ebenso der ehemalige Schlossstadel (Dorfplatz 8), ein Granitsteinbau mit Halbwalmdach aus der Zeit um 1900. Seitlich davon befindet sich eine Tormauer mit einer Einfahrt zum Schloss.
In der Kirche von Thannstein befinden sich die Epitaphien der Margareta von Ebeleben und weiterer Familienmitglieder. Auf der Seite der Margareta von Ebeleben († 4. Februar 1639) befinden sich die Wappen ihrer vier Großeltern, Georg von Ebeleben († 5. Dezember 1544) mit dem silbern-rot geteilten Schild und dessen 1530 geehelichten Frau Margareta Zenger auf Thanstein († 1. September 1565) mit dem redenden Zangenwappen (von Schwarz und Gold geteilt, oben eine querliegende silberne Zange), weiterhin ein Großvater aus der Familie von Redwitz (siebenmal blau-silbern geteilt und belegt mit einem roten, schrägrechten Wellenbalken) und dessen Frau aus der Familie von Lichtenstein (von Rot und Silber im Zackenschnitt quadriert).